# Pellenes brevis
Pellenes brevis es una especie de araña saltarina del género Pellenes, familia Salticidae. Fue descrita científicamente por Simon en 1868.
Habita en Bulgaria, Francia, Alemania, Grecia, Italia, Macedonia, España y Ucrania (Crimea). Se sabe que la especie pone y guarda sus huevos en caparazones de caracol.

## Descripción
La araña es generalmente de color marrón oscuro, con la hembra más grande entre 4,6 y 5,3 milímetros (0,18 y 0,21 pulgadas) de largo, en comparación con el macho que mide entre 3,65 y 3,8 milímetros (0,144 y 0,150 pulgadas) de largo.